# 福岡拘置所
福岡拘置所（ふくおかこうちしょ）は、法務省矯正局の福岡矯正管区に属する拘置所。全国に8箇所（東京・立川・名古屋・京都・大阪・神戸・広島・福岡）ある拘置所のひとつである。
下部機関として小倉拘置支所を持つ。

## 所在地
- 〒814-8503 福岡県福岡市早良区百道2-16-10
  - 福岡市地下鉄空港線藤崎駅より徒歩5分。

## 被収容者
- 刑事被告人（九州島内（宮崎・鹿児島・沖縄各県全域および大分県の一部を除く）の控訴・上告審の被告人を含む）
- A級受刑者（当所執行受刑者）

- 死刑確定者（死刑囚）

## 定員
- 600名

## 沿革
- 明治4年（1871年）3月 - 現在の福岡市博多区須崎浜に「徒刑場」を設置
- 明治14年（1881年）3月 - 徒刑場を「福岡県監獄署」と呼称
- 明治36年（1903年）3月 - 司法省所管となり「福岡監獄」と改称
- 大正5年（1916年）3月 - 福岡監獄が福岡市西新町藤崎（現在地）に移転。福岡監獄の拘置監が福岡市土手町に移転し、「福岡監獄土手町出張所」となる。
- 大正8年（1919年）3月 - 福岡監獄土手町出張所を福岡監獄土手町分監と改称
- 大正11年（1922年）10月 - 福岡監獄を「福岡刑務所」，福岡監獄土手町分監を「土手町刑務支所」と改称
- 昭和24年（1949年）6月 - 土手町刑務支所を「土手町拘置支所」と改称
- 昭和40年（1965年）4月 - 福岡刑務所が福岡県糟屋郡宇美町に移転。土手町拘置支所が福岡刑務所拘置監と合併し、福岡刑務所跡地である現在地に移転
- 昭和42年（1967年）4月 - 土手町拘置支所を「福岡拘置支所」と改称
- 平成8年（1996年）5月 - 組織再編により，小倉拘置支所を管下とし，「福岡拘置所」に昇格する。

出典：「施設のしおり」より

## 外観・設備
- 死刑を執行する施設（刑場）を備えている。
- 週に2、3回屋上（人工芝）で運動する時間を設けている。
- 幅・奥行きが約60センチ、高さが約180センチの電話ボックス状の待機ボックスがある。ボックス内では座ることが可能。
  - 収容者が中に入ると外から施錠され、収容者の間では「びっくり箱」（ポッポコヤ）とも呼ばれているという。

## 不祥事など
- 熊本大学生誘拐殺人事件の犯人（1998年に死刑が確定、2002年に死刑執行）が上告中に、看守と共謀して脱走事件を起こしたことにより、当時の所長が自殺、また拘置所の職員12人が責任を問われ、処分を受けている。
- 2021年（令和3年）10月、収監中の死刑囚（当時37歳）が福岡県弁護士会に対し、「約8年間、監視カメラのついた居室に収容されている」と訴え、これを受けた同会は拘置所に対し、「自殺などのおそれがないのにそのような対応をするのは人権侵害に当たる」と警告を出した[1]。

## 昔の福岡拘置所
- 現在より東にあった。現在は墓地と元寇防塁跡がある。刑死した死刑囚のために、刑場があった場所に屋根つきの地蔵が祀られている。

## 死刑確定者
移送による例外はあるが基本的には九州・沖縄地方で死刑が確定した者が収容されている。
- マルヨ無線事件（1名）
- 熊本主婦殺人事件（1名）
- 福岡内妻一家4人殺害事件（1名）
- 福岡連続強盗殺人事件（1名）
- 宮崎2女性殺人事件（1名 戦後9人目の女性死刑囚）
- 太州会内部抗争連続殺人事件（1名）
- 長崎・佐賀連続保険金殺人事件（1名）
- 架空建設計画取引による連続殺人事件（1名）
- 大分替え玉保険金殺人事件（2名）
- 宮崎の口封じ連続殺人事件（1名）
- 大牟田4人殺害事件（2名。うち1名は戦後14人目の女性死刑囚。計4名の死刑が確定したが他2名は確定後に大阪拘置所・広島拘置所へ移送）
- 北九州監禁殺人事件（1名）
- ※宮崎家族3人殺害事件（1名）
- ※長崎ストーカー殺人事件（1名）
- ※小郡妻子3人殺害事件 （1名）

※は第一審・裁判員裁判による確定死刑囚。

### 過去の死刑囚
同所にて死刑を執行された、あるいは過去に収監されていた死刑囚（獄死した死刑囚・恩赦を受け減刑された死刑囚・冤罪により釈放された死刑囚）のうち、代表的な者を記載する。
- 早川紀代秀 - オウム真理教上級幹部でオウム真理教事件の死刑囚。2018年7月6日に死刑執行（68歳没）。